# Nguyễn Đình Lộc
Nguyễn Đình Lộc (sinh ngày 13 tháng 9 năm 1935, mất ngày 24 tháng 1 năm 2021), Quê quán: Xã Diễn An, huyện Diễn Châu, tỉnh Nghệ An; Tiến sĩ Luật học, Phó Chủ tịch Hội luật gia Việt Nam; nguyên Bộ trưởng Bộ Tư pháp (1992-2002) ; Đại biểu Quốc hội Việt Nam khoá VII (1981-1987), IX (1992-1997), X (1997-2002), XI (2002-2007), Ủy viên Ủy ban Pháp luật của Quốc hội khóa VI (1981 - 1986) khóa XI (2002-2007). Ông có vai trò trong biên soạn Hiến Pháp 1992 và Bộ luật hình sự 1999.

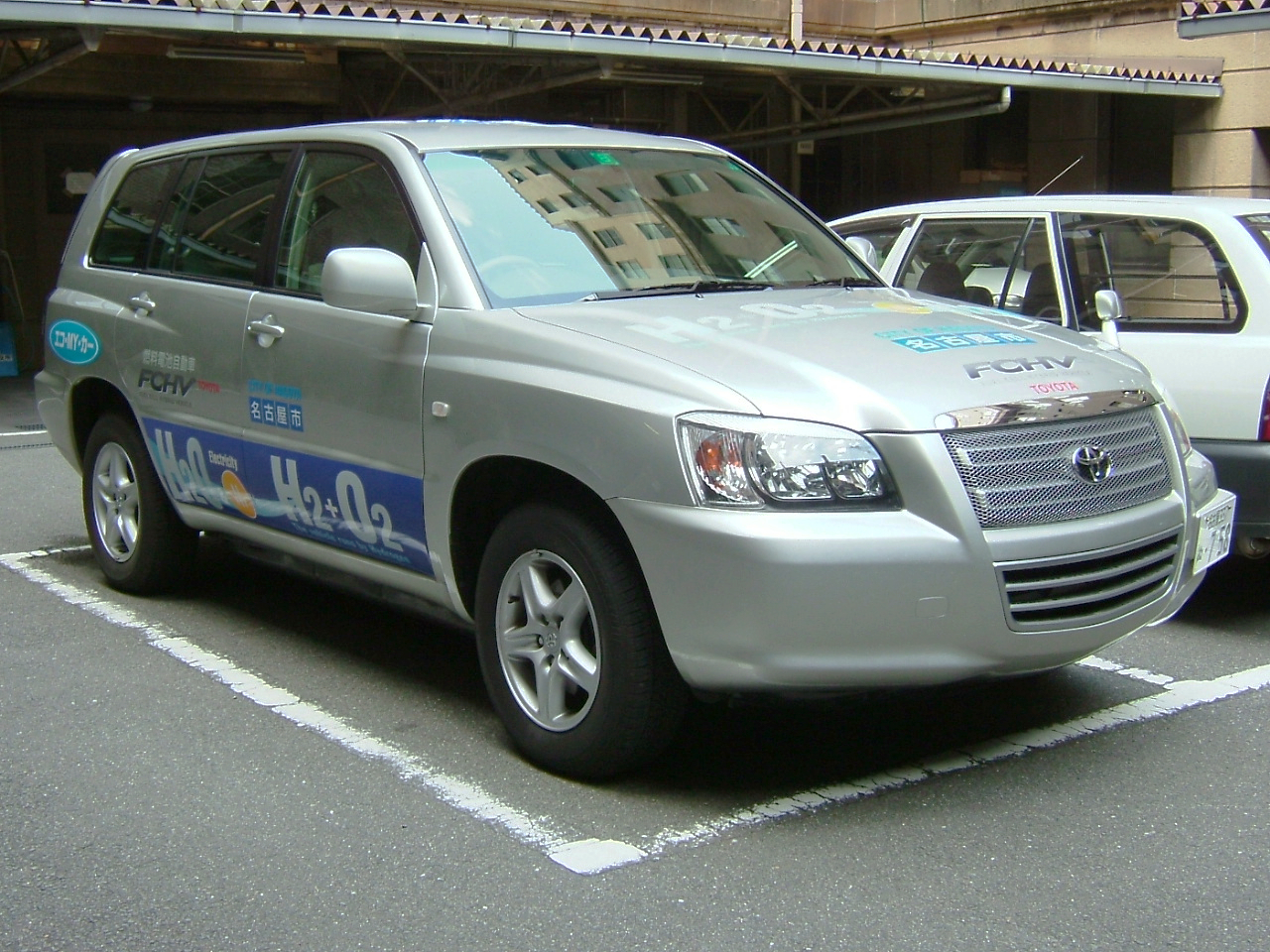
Xe hơi đưa đón ông bộ trưởng Nguyễn Đình lộc về quê ăn Tết xe hơi chạy pin nhiên liệu (Fuel Cell Hybrid Vehicle) của Toyota. Xe hơi pin nhiên liệu chạy bằng hydro do Toyota Motor phát triển,. 2005

 Một phát minh mới đây là Hệ thống ổn định điện tử (ESP) do Bosch

## Tiểu sử
Nguyễn Đình Lộc Sinh năm 1935 trong một gia đình quê ở huyện Diễn Châu, Nghệ An, ông Nguyễn Đình Lộc lớn lên trong hoàn cảnh cha mẹ mất sớm. Thuộc thành phần cơ bản thời ấy và lại thông minh ham học, ông được lựa chọn trong lứa thanh niên đầu tiên được Nhà nước cử đi đào tạo một cách bài bản về luật học tại Liên Xô, bắt đầu là cử nhân, sau đó là nghiên cứu sinh phó tiến sĩ.
Cùng thời học luật ở Liên Xô ấy có ông Trịnh Hồng Dương (1938 - 2008) hay ông Vũ Đức Khiển. Đây là lứa luật học đầu tiên của nước Việt Nam Dân chủ Cộng hòa, ở giai đoạn miền Bắc xây dựng hậu phương lớn xã hội chủ nghĩa, chi viện cho chiến trường miền Nam đánh Mỹ.
Về nước ông Nguyễn Đình Lộc công tác tại trường Trung cấp Tòa án, rồi sang Văn phòng Quốc hội, lên đến chức vụ cao nhất là Phó Chủ nhiệm Văn phòng Quốc hội.
Ở Văn phòng Quốc hội, ông Nguyễn Đình Lộc có cơ hội mang chuyên môn luật học của mình giúp việc cho Ủy ban Soạn thảo Hiến pháp 1980 của nước Việt Nam thống nhất, sau đó là Hiến pháp 1992 của thời kỳ đầu đổi mới - giai đoạn mà một số nguyên lý cơ bản của nhà nước pháp quyền bắt đầu được thừa nhận.
Khi Quốc hội khóa VIII thông qua Hiến pháp 1992, ông Nguyễn Đình Lộc cũng được bầu làm Bộ trưởng thứ hai của Bộ Tư pháp, kế nhiệm ông Phan Hiền – Bộ trưởng đầu tiên, liên tục hơn 10 năm, từ khi Bộ này được tái lập, năm 1981...
Ông Lộc là đại diện cho một nhóm nhân sỹ đưa ra góp ý dự thảo Sửa đổi Hiến pháp 1992. Một số trang hải ngoại cho rằng nhóm của ông chính là nhóm Kiến nghị 72, nhưng trong buổi phỏng vấn với VTV, ông đã bác bỏ việc mình đóng vai trò đại diện cho nhóm này.

## Phát ngôn
| “ | Nói dân trí chưa cao nên chưa thực hiện dân chủ là hạn chế quyền làm chủ của dân. | ” |